# Ntega
Ntega è un comune del Burundi situato nella provincia di Kirundo con 98.665 abitanti (censimento 2008).

## Geografia antropica

### Suddivisioni amministrative
Il comune è suddiviso in 33 colline.